# Polyosma macrobotrys
Polyosma macrobotrys är en tvåhjärtbladig växtart som beskrevs av Johannes Mattfeld. Polyosma macrobotrys ingår i släktet Polyosma och familjen Escalloniaceae. Inga underarter finns listade i Catalogue of Life.